# Comitatenses

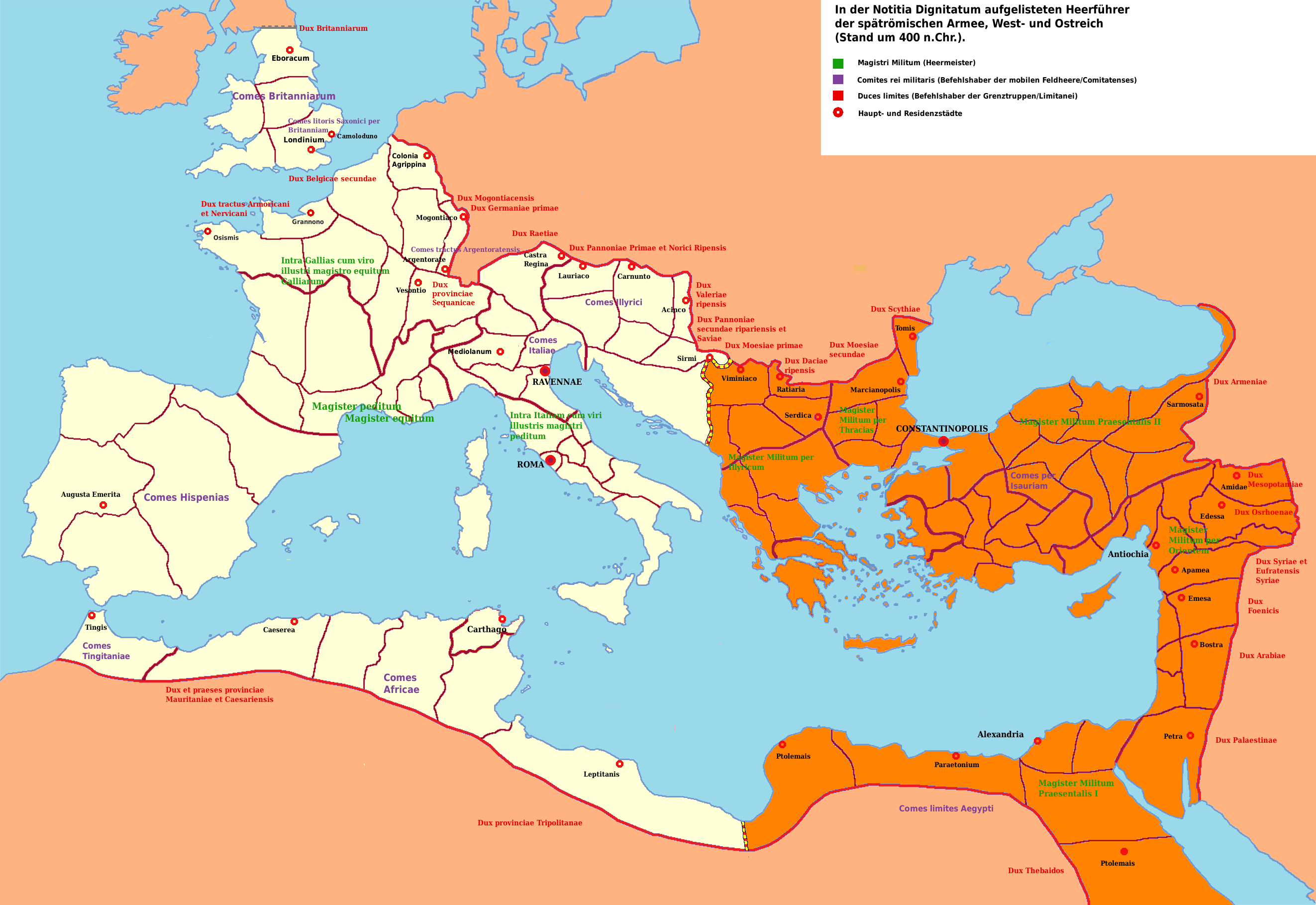
Heerführer der Comitatenses und Limitanei im 5. Jahrhundert n. Chr.

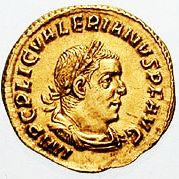
Porträt des Valerian auf einem Aureus
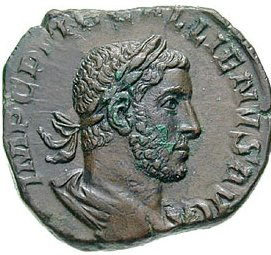
Sesterz des Gallienus
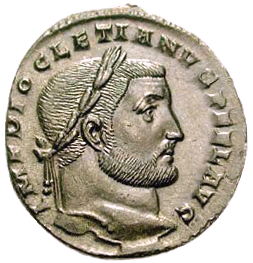
Römischer Follis mit dem Porträt des Diokletian, geprägt in Treveri (Trier) um 300 n. Chr. (Classic Numismatic Group, Inc., CNG)
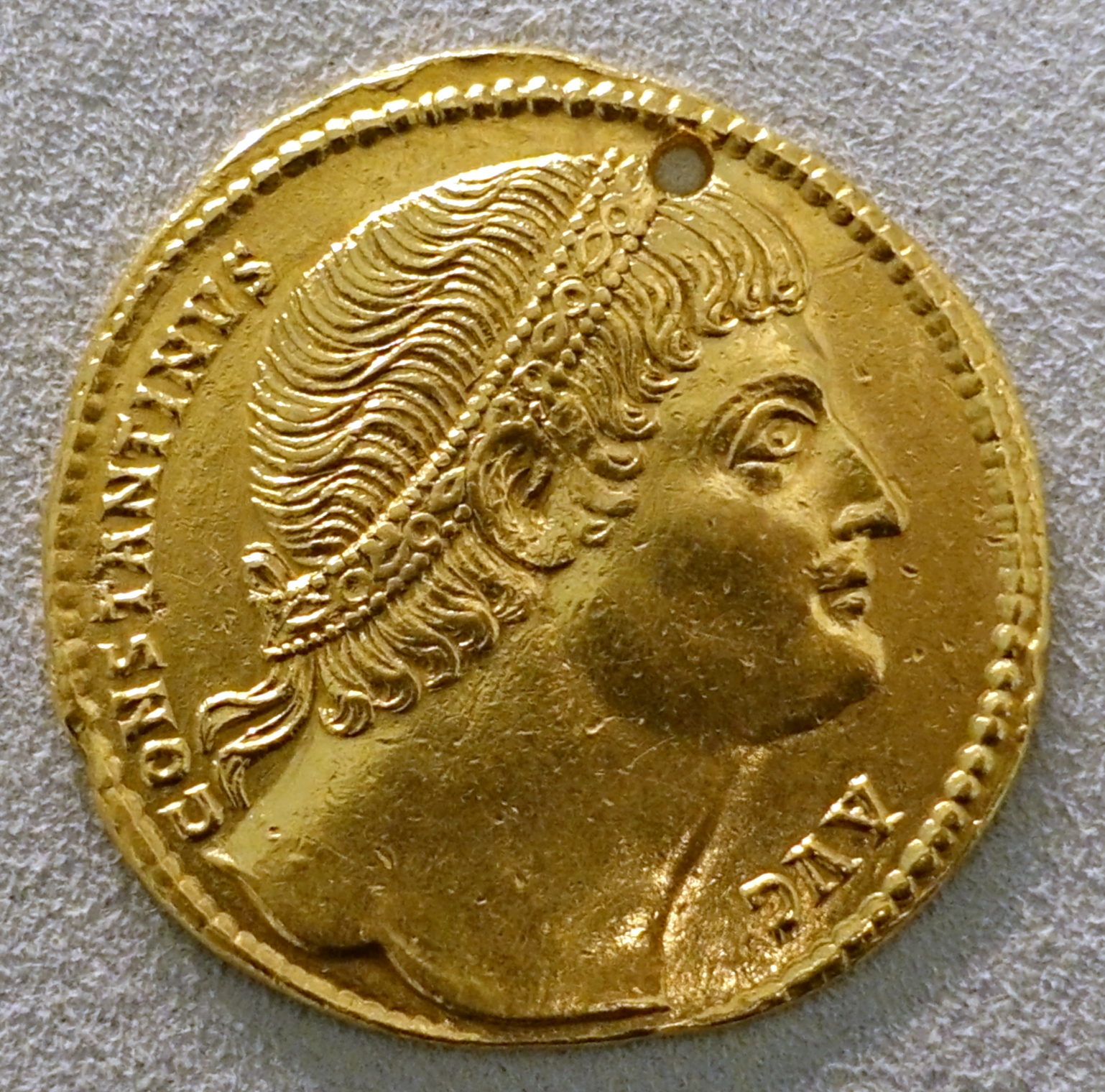
Solidus mit Porträt Kaiser Konstantins, geprägt 326

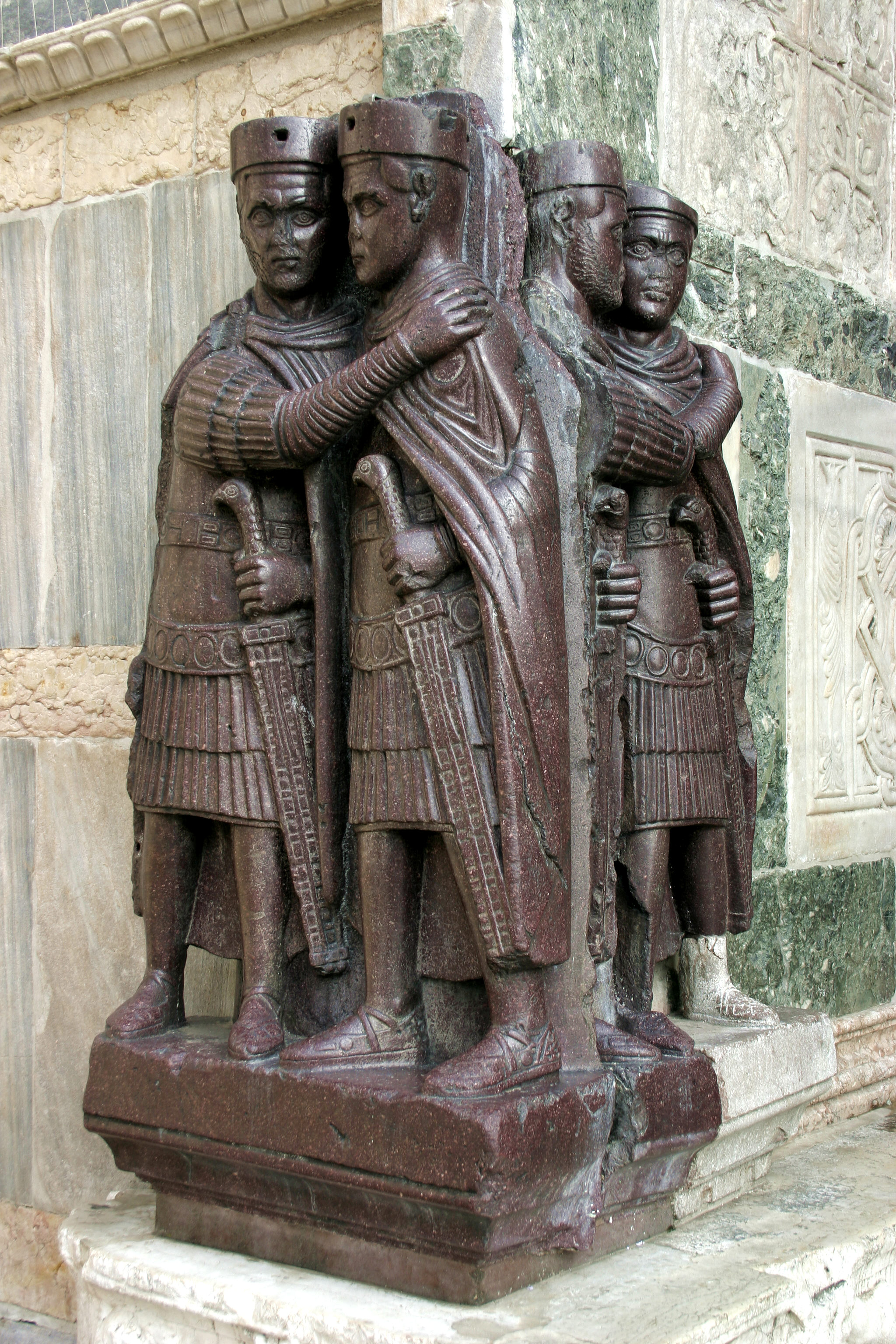
Porphyr-Figurengruppe der Kaiser und Mitregenten der 1. Tetrarchie an San Marco in Venedig. Die Augusti und ihre Caesaren sind in Militärkleidung des späten 3. Jahrhunderts dargestellt.

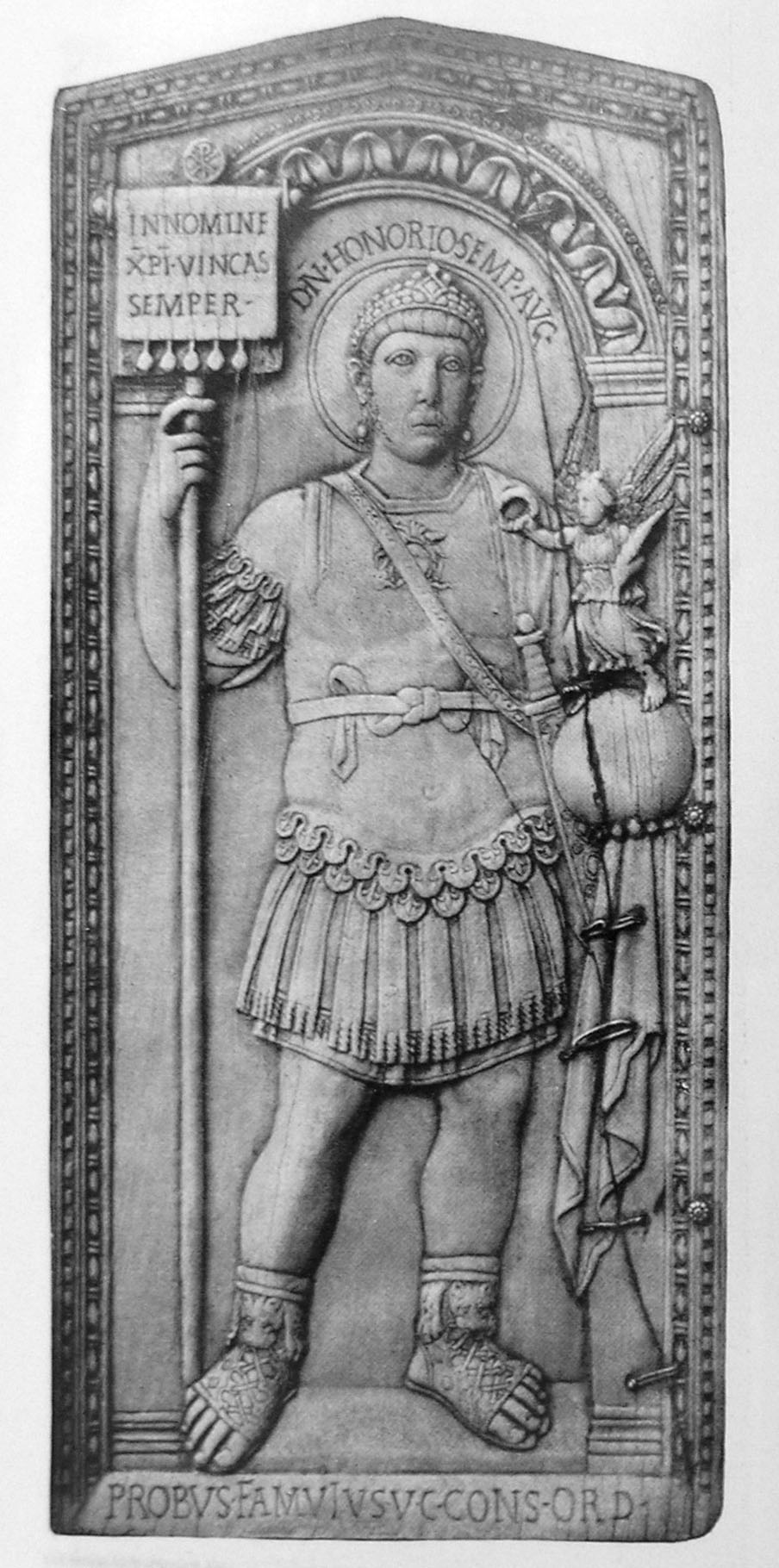
Kaiser Honorius (mit dem Labarum) in der Adjustierung eines spätrömischen Offiziers. Elfenbeindyptichon von 406 n. Chr.

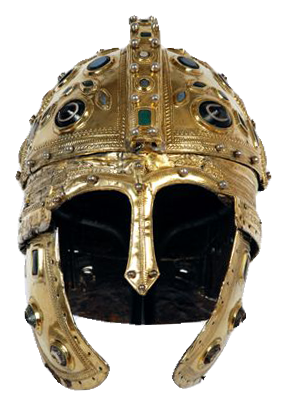
Spätrömischer Offiziershelm (Kammhelm) vom Typ Berkasovo

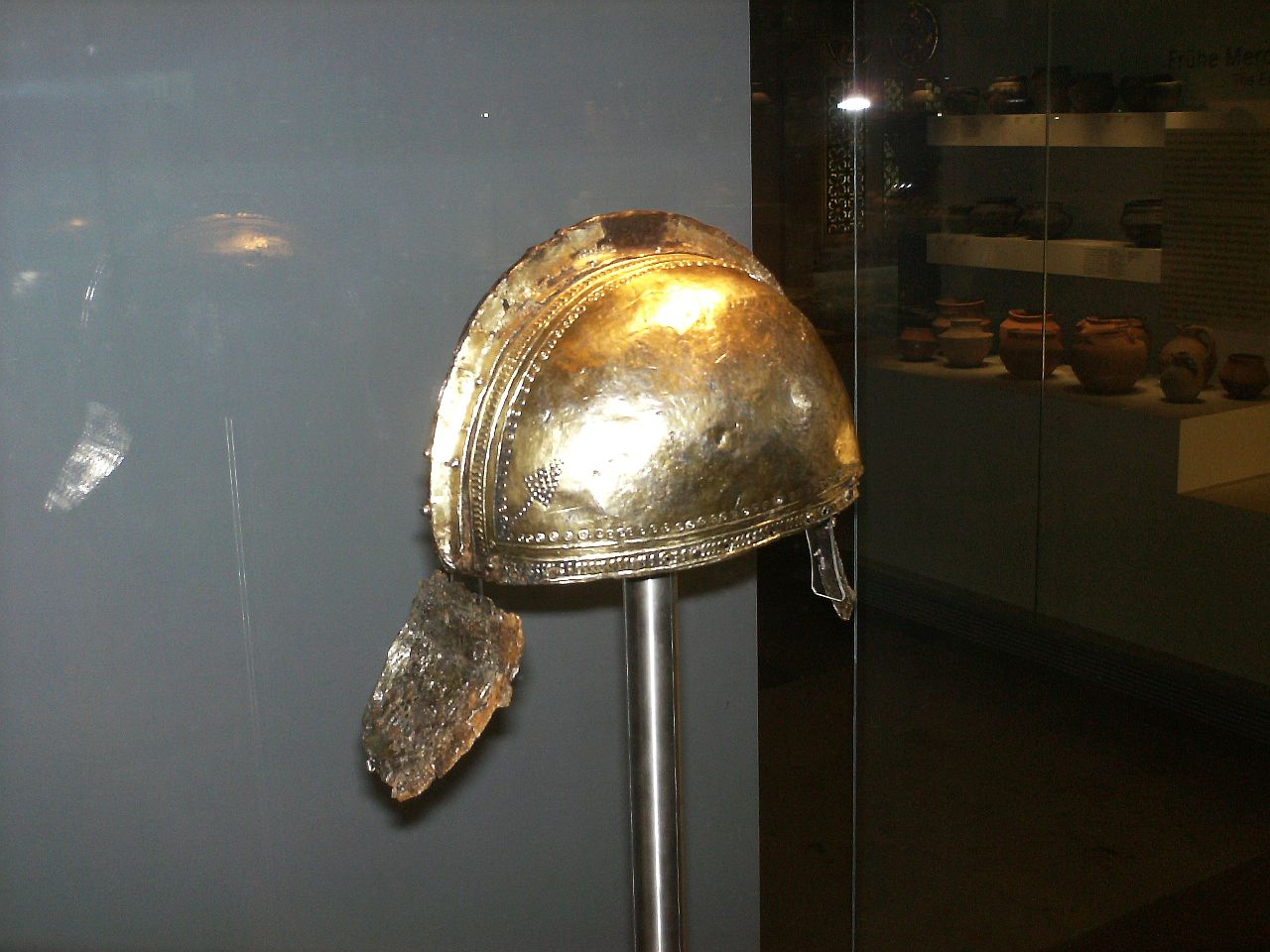
Spätrömischer Offiziers- oder Gardereitereihelm mit Weintraubenornamenten, Germanisches Nationalmuseum Nürnberg.

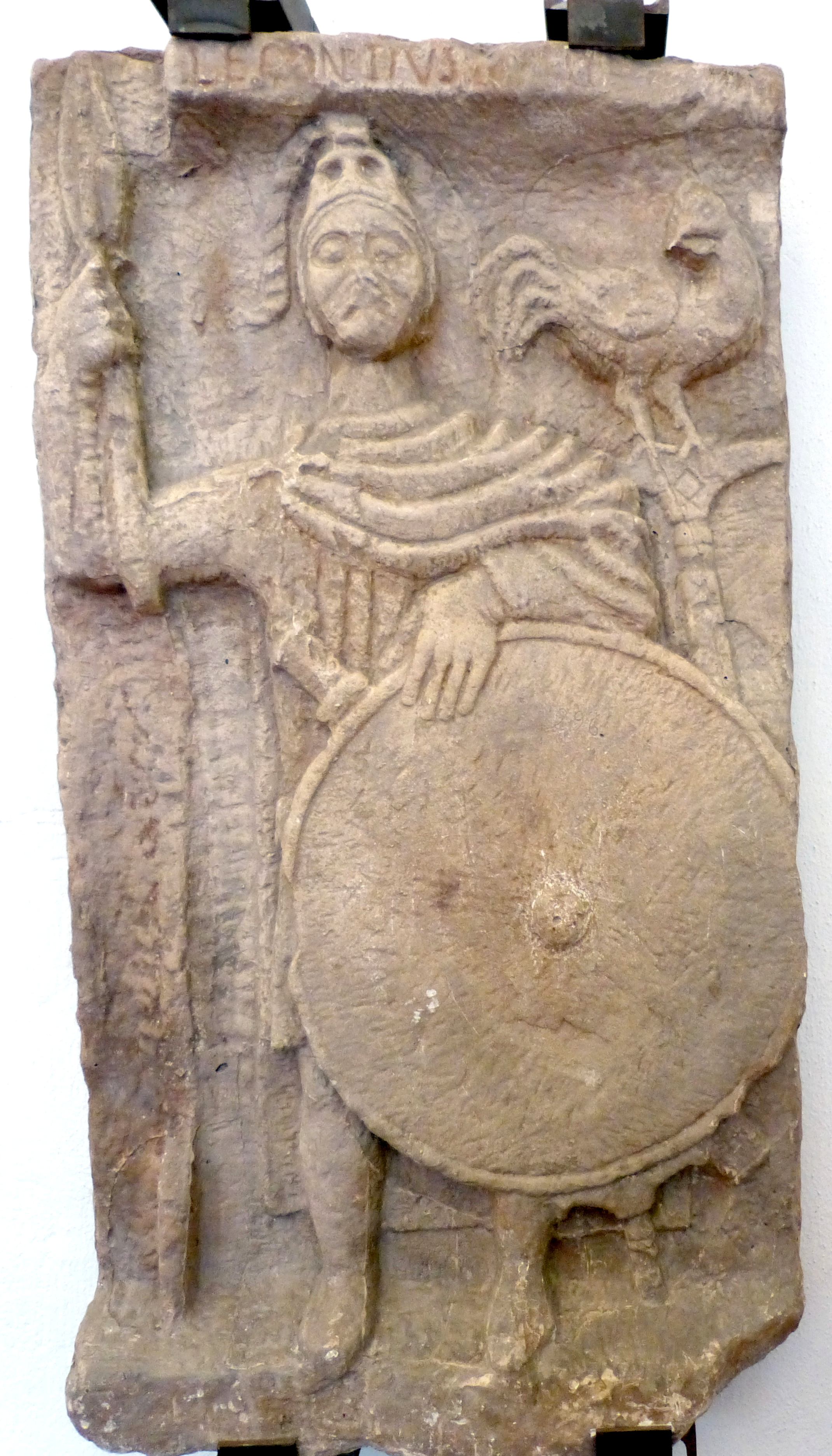
Gipsabguss einer Grabstele aus dem 4. Jhdt. n. Chr. für den Kavalleristen Lepontius aus der Rue Brûlée (Straßburg)

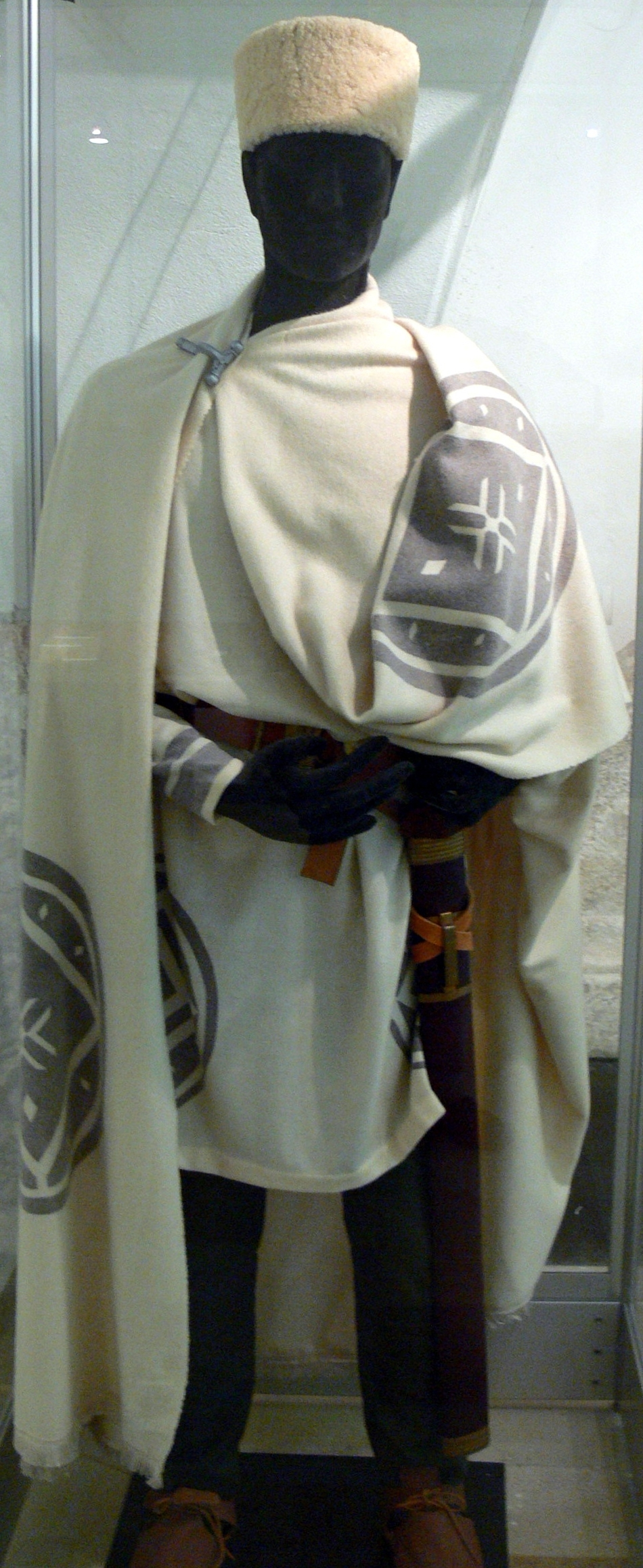
Figurine eines spätrömischen Offiziers des 5. Jahrhunderts, Museum Lauriacum

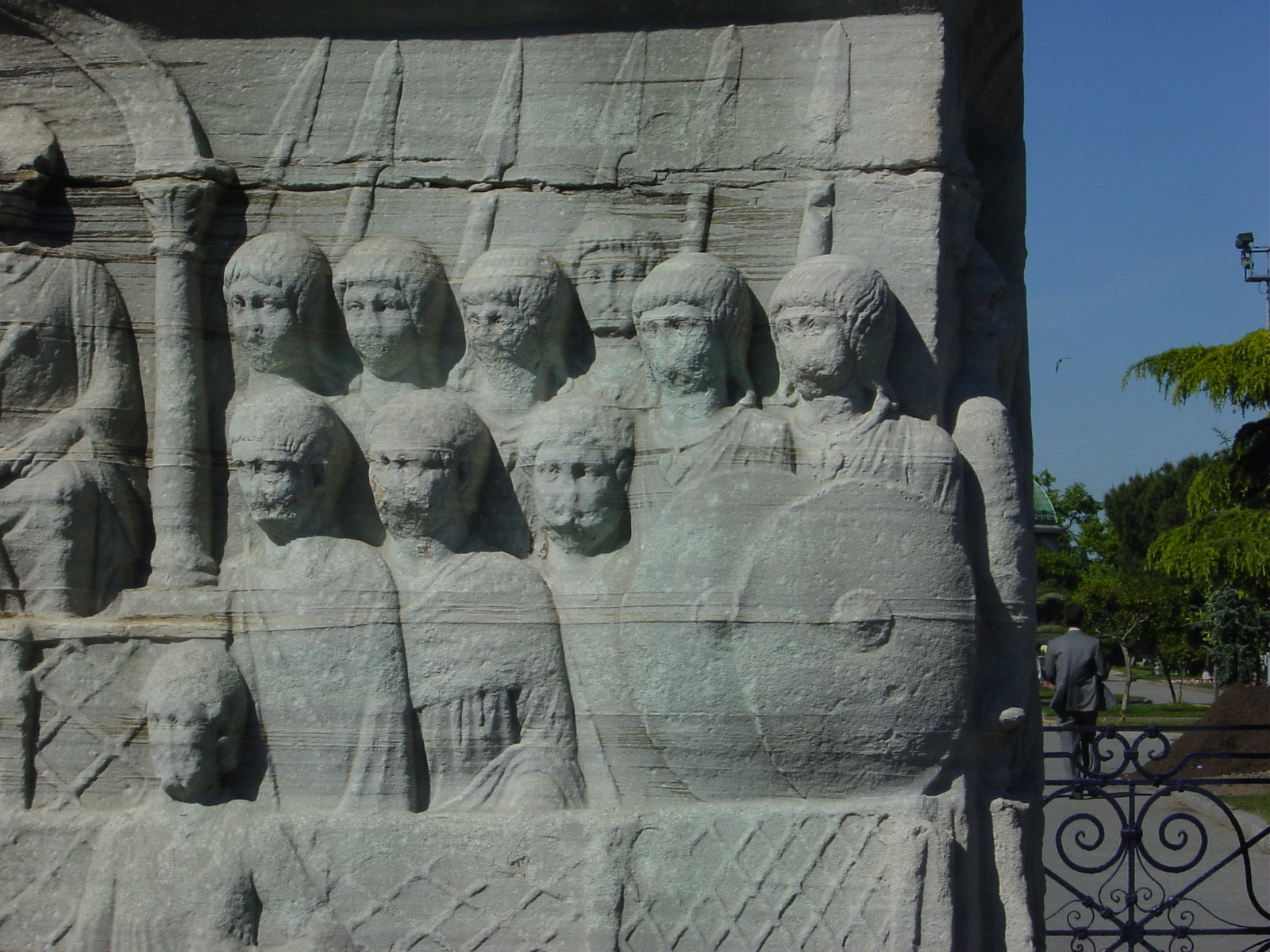
Relief spätrömischer Soldaten, wahrscheinlich Barbarensöldner, an der Basis des Theodosius-Obelisken (ca. 390) in Istanbul, vermutlich stellt es palatini dar

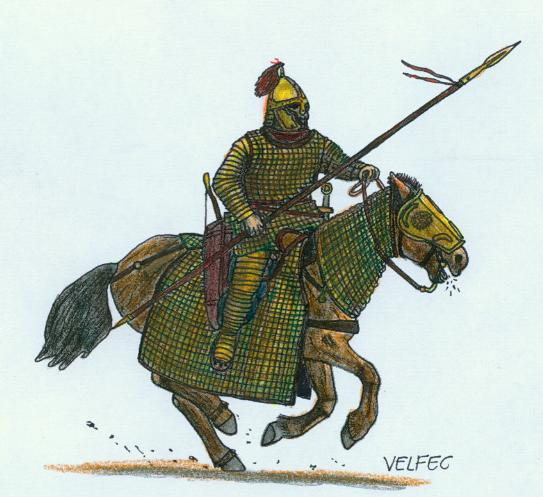
Rekonstruktions- versuch eines Clibanarius der Equites Persae Clibanarii, einer spätrömischen Eliteeinheit der Vexillationes palatinae (Palastarmee) des Ostreiches, Mitte 5. Jahrhundert n. Chr.
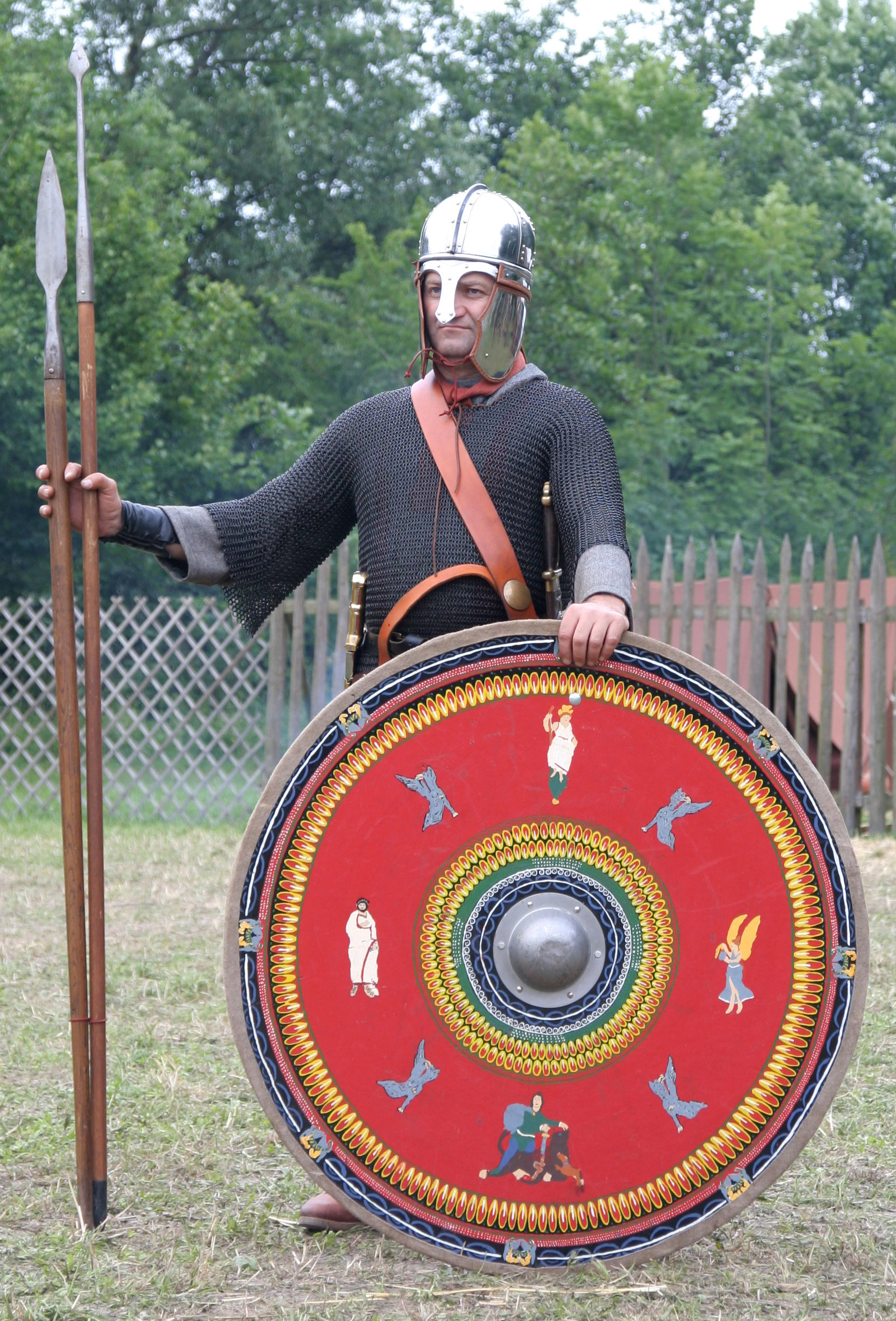
Spätrömischer Legionär am Ende des 3. Jahrhunderts (Rekonstruktion)
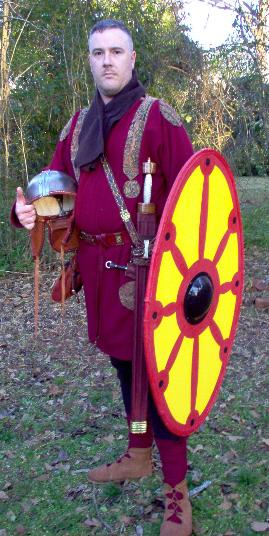
Reenactor, der einen Soldaten der Secunda Britannica (4. Jahrhundert) darstellt, eine Einheit der legiones comitatenses unter dem Oberbefehl des Magister peditum (Notitia Dignitatum Occ. V).
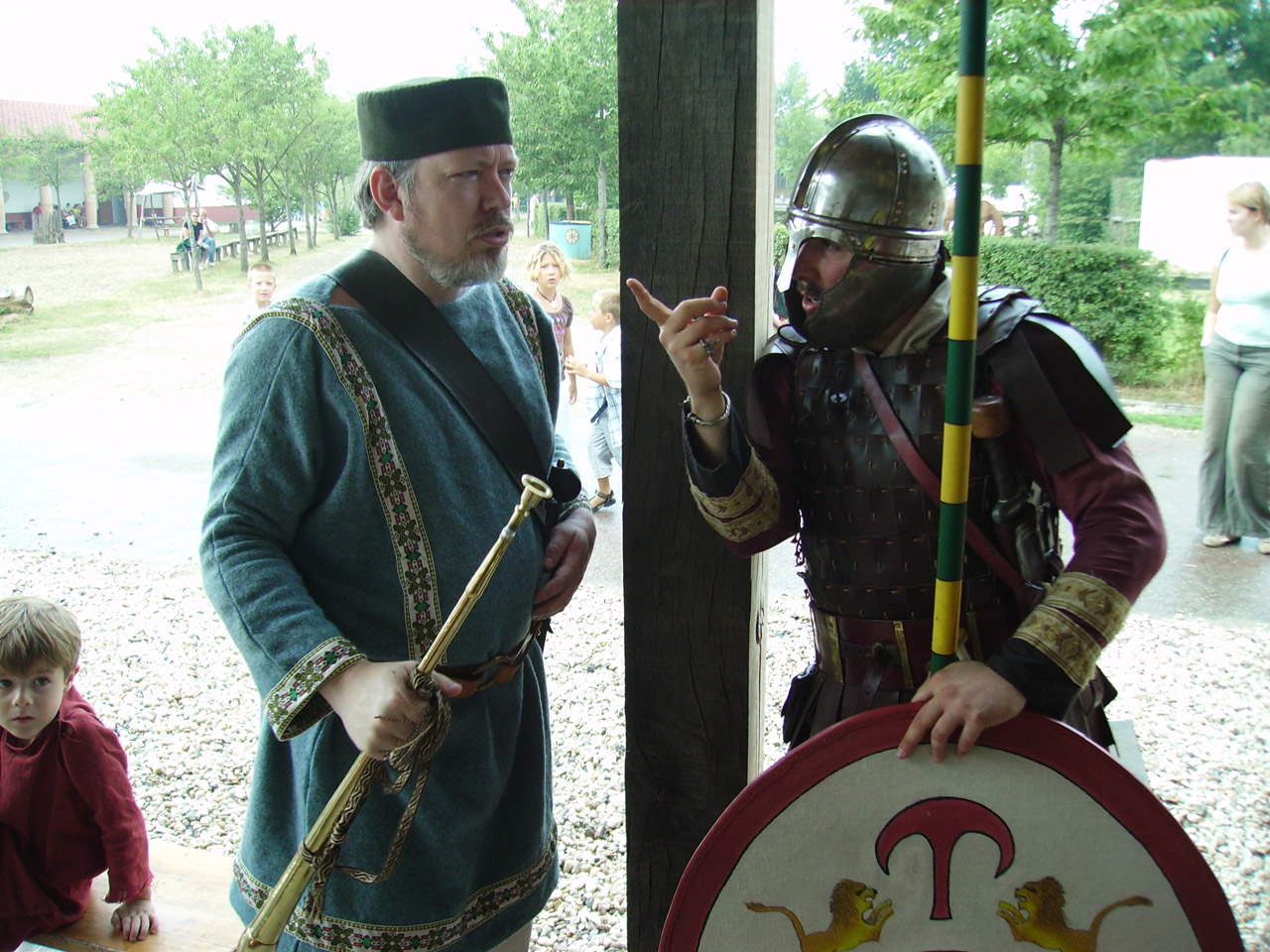
Tubabläser (bucinator) und schwerer Infanterist der Vesontes, 3. Jahrhundert n. Chr.

Die Comitatenses (lateinisch „Begleiter“) genannten Einheiten bildeten zusammen mit den Limitanei das römische Heer der Spätantike. Sie wurden im Unterschied zu den fest an der Grenze stationierten Limitanei, dem Grenzheer, flexibel als mobile Feldtruppen aus der ständigen Hofarmee des Kaisers an strategisch wichtigen Punkten im Hinterland eingesetzt. Im weiteren Verlauf des 4. Jahrhunderts wurde das Feldheer in Hofarmee und Sprengelkommandos der regionalen Heermeister unterteilt.

## Definition
Die Bezeichnung leitete sich vom sacer comitatus, dem „heiligen Gefolge“ des Kaisers, ab, das ihn ins Feld begleitete und zu seiner unmittelbaren Verfügung stand. Das Epitaph eines Reitersoldaten in Thyatira, der in Anchialos in Thrakien stationiert war, weist darauf hin, dass die Bezeichnung comitatenses seit dem späten 3. Jahrhundert in Gebrauch war. Die ersten Heere aus Reiterverbänden wurden von den Soldatenkaisern während der Reichskrise des 3. Jahrhunderts aufgestellt. Gallienus (253–268 n. Chr.) setzte mit der Schaffung einer vom Grenzheer losgelösten Reiterarmee zu seiner besonderen Verfügung den ersten Schritt zur Schaffung einer mobilen Eingreiftruppe. Die strategischen Reserven Diokletians und seines Mitregenten Maximian waren zwar noch nicht so zahlreich wie die Comitatenses des 4. Jahrhunderts, setzten sich aber aus besonders kampfkräftigen Einheiten zusammen, die zum großen Teil zu den Elitelegionen der Donauarmee zählten. Die oft einzige schriftliche Quelle für diese Truppen ist die Notitia Dignitatum, in der ihre Organisation, Namen und Schildbemalung überliefert wurden, etwa die der Minervii. Die Maßnahmen zur endgültigen Etablierung dieser neuen Teilstreitkraft wurden aber erst unter Diokletian und Konstantin I. in Gang gesetzt bzw. abgeschlossen.

## Entwicklung
Die spätrömische Armeestruktur entstand im Wesentlichen aus der Praxis, anstatt ganzer Legionen nur mehr vexillationes zum Kampfeinsatz in andere Regionen in Marsch zu setzen: Bis in die Mitte des 3. Jahrhunderts standen die Provinzstreitkräfte noch unter dem Kommando senatorischer Statthalter. Für größere Kampagnen mussten daher Einheiten aus mehreren Provinzen zusammengezogen werden, die für die Dauer des Feldzuges meist unter dem Oberbefehl des regierenden Kaisers gestellt wurden und nach Beendigung der Kämpfe in ihre Stammlager zurückkehrten. Im Jahr 271 zog Aurelian mit einigen Legionen, den Prätorianern und Kavallerieeinheiten nach Osten, um den Widerstand Palmyras zu brechen. Manche Forscher sind der Ansicht, dass Diokletian und seine Mitkaiser evtl. nach dem Vorbild Aurelians seit 284 schrittweise den sacer comitatus ausbauten. Ab der Regierungszeit des Gallienus befanden sich die römischen Herrscher häufig auf Feldzügen und benötigten (als Kern einer Interventionsarmee) dafür ständig verfügbare Truppen in ihrer Nähe. Dazu gehörte z. B. die legio II Parthica, die von vexillationes anderer Legionen und von neu gebildeten Einheiten (Illyriciani) unterstützt wurde. Die schon von Septimius Severus aufgestellte, nahe Rom stationierte legio II Parthica war, zusammen mit der Prätorianergarde, eine der Vorläufer der comitatenses des 4. Jahrhunderts.

### Ursachen
Teilweise in Folge der territorialen Erweiterungen des Römischen Reiches unter den Severern, vor allem aber aufgrund der hohen Verluste in den Bürgerkriegen des 3. Jahrhunderts, mangelte es überall an den Grenzen an Soldaten. Hinzu kam, dass die Nachschubwege sehr lang waren und auch die Kommunikation zwischen den einzelnen Heeresverbänden am Limes nur schleppend funktionierte. Diese Situation ermutigte Krieger jenseits der Grenzen an Rhein und Donau zu immer massiveren Plünderungszügen im Reichsgebiet. Im Orient bahnte sich derweil eine bedrohliche Situation an: Die parthische Dynastie der Arsakiden wurde gewaltsam durch die Sassaniden unter ihrem Gründer Ardaschir I. (224–240) abgelöst, die bestrebt waren, die Römer wieder aus Nordmesopotamien zu vertreiben, das die Severer annektiert hatten. 252 fiel Schapur I. (240/242–270) ins Römische Reich ein, unterwarf rasch Armenien und plünderte große Landstriche Kleinasiens, Syriens und schließlich auch eine der wichtigsten Metropolen des römischen Ostens, Antiochia. Der neue Kaiser Valerian musste auf diese Bedrohung der römischen Herrschaft im Osten nachhaltig reagieren. Er übertrug daher die Regierungsverantwortung für die westlichen Provinzen seinem ältesten Sohn Gallienus, um so seine uneingeschränkte Aufmerksamkeit der Abwehr der Sassaniden widmen zu können. Nach Ansicht mancher Forscher ging die Aggression allerdings in Wahrheit von den Römern aus; aber in jedem Fall steht fest, dass Valerian seit etwa 256 einen großangelegten Feldzug gegen die Perser vorbereitete. Zu diesem Zweck wurden u. a. auch große Kontingente der römischen Rhein- und Donauarmee in das Expeditionsheer Valerians eingereiht und Richtung Osten in Marsch gesetzt, wo sie 260 bei Edessa eine katastrophale Niederlage erlitten.
Die Praxis der Verlegung schlagkräftiger Einheiten in dem Osten sorgte dabei bereits seit 230 für eine stetige Verkleinerung der Garnisonen am Rhein-Donau-Limes, gleichzeitig nahmen die Vorstöße germanischer Plünderer immer mehr zu und überforderten im zunehmenden Maße die Möglichkeiten der auf ihren Posten verbliebenen, in ihrer Mannschaftsstärke zusehends reduzierten Grenzschutzeinheiten. Die römische Militärorganisation war auf die neue Bedrohung im Norden nur schlecht oder gar nicht vorbereitet. Die Armee verfügte über zu wenige schlagkräftige Reiterverbände, um schon über die Grenze gelangte Feinde auch im Reichsinneren rasch bekämpfen zu können, die fast ungehindert raubend und brandschatzend durch die Provinzen zogen, sobald sie den Limes hinter sich gelassen hatten. Gallienus verlegte daher einen Großteil der verfügbaren Truppen ins Hinterland und bestimmte Mediolanum zum Hauptquartier seiner neu aufgestellten und berittenen Eingreiftruppe. Zusätzlich wurde um 260 das – wohl schon weitgehend verwüstete – Dekumatenland aufgegeben (Limesfall), um die Grenzlinie zu verkürzen und diese wieder hinter den Schutz der großen Flüsse Rhein, Main und Donau zu verlegen (Donau-Iller-Rhein-Limes).

### Ausbau
Zur Zeit der Tetrarchie erkannte man, dass ein entlang der Grenzen aufgereihtes Heer für die Verteidigung des Reiches nicht mehr genügte und immer schwerer zu finanzieren war. Auch standen dafür nicht mehr genügend Soldaten zur Verfügung. Anfang des 4. Jahrhunderts ging man daher dazu über, ein eigenes Feld- oder Bewegungsheer ohne feste Garnisonen zu schaffen, das im Krisenfall die Grenzeinheiten (limitanei) unterstützen und vor allem schon ins Reichsinnere eingedrungene Feinde verfolgen und vernichten sollte. Dies war bis dahin Aufgabe der Grenztruppen gewesen, was aber jedes Mal eine gefährliche Entblößung des Limes mit sich brachte. Außerdem konnte sie so auch bei Usurpationen rasch zum Einsatz gebracht werden, zu deren Bekämpfung wieder Limestruppen abgestellt werden mussten, was in weiterer Folge zum Problem der unterbesetzten Grenzkastelle zurückführte und barbarische Invasoren und Plünderer zu neuen Einfällen ins Reich ermunterte. Wie viele dieser mobilen Einheiten unter den Tetrarchen aufgestellt wurden, ist unbekannt. Vermutlich wurden anfangs vor allem Vexillationen von – unter Diokletian (284–305) und Maximian (286–305) rekrutierten – neuen (und viel kleineren) Elitelegionen verwendet (legio Herculiani bzw. legio Ioviani). Diokletian führte auch ein neues Steuersystem (capitatio-iugatio) ein und führte bei Feldzügen eine Mischung aus Hofstaat und Kerntruppen, den sogenannten comitatus, mit sich, um Bedrohungen schneller und flexibler begegnen zu können – ein Beispiel, dem die anderen Tetrarchen schließlich folgen sollten. Das mündete unter Konstantin I. (306–337) in eine Heeresreform und Neueinteilung in mobiles Feldheer (oder Bewegungsheer) und stationäre Grenztruppen.
Konstantin I. konnte sich schließlich nach langwierigen Kämpfen als Alleinherrscher über das gesamte Reich durchsetzen. Nach dem Sieg über Maxentius (306–312) und der darauf folgenden Übernahme des gesamten westlichen Reichsteiles findet sich in den Quellen auch zum ersten Mal die Bezeichnung comitatenses. Im Codex Theodosianus werden in diesem Zusammenhang ripenses, comitatenses, protectores, alares und cohortales angeführt, wodurch die Verwendung des Begriffs gesichert in das Jahr 325 datiert werden kann. Konstantin fügte je fünf Vexillationen von Legionstruppen und zehn Auxiliareinheiten zu einem Verband namens comitatus zusammen, die auch einen höheren Status als die Grenztruppen genossen. Innerhalb des comitatus stand wiederum die Kavallerie im Rang höher als die Infanterie. Seine Armeereform, die die im Laufe des vorangegangenen Jahrhunderts improvisierten Maßnahmen legitimierte und in ein reichsweit einheitliches System einband, sollte das römische Heer bis zu dessen Auflösung (vor allem im Westreich) maßgeblich prägen.
Die mobile Feldarmee erhielt unter Konstantin eine klar festgelegte Organisationsstruktur. Seine comitatenses waren ständig an seiner Seite und wurden strikt von den Grenztruppen getrennt. Die Vierteilung in Bezug auf die neuralgischen Gebiete wurde beibehalten. Um sich der Loyalität dieser Truppen zu sichern, betraute er seine drei Söhne und seinen Neffen mit dem Kommando. Auch kam erstmals eine neue Truppengattung (mit alter Bezeichnung) hinzu, die auxilia, schwer gepanzerte, größtenteils aus germanischen Söldnern bestehende Infanteristen, die ebenfalls als Elitekämpfer galten. Durch die Loyalität der – nun auch innenpolitisch wichtigen – comitatenses konnte Konstantin seine Alleinherrschaft dauerhaft absichern. Außerdem gewann er dadurch auch die Unterstützung der Provinzen, die hofften, mit diesen neuen Streitkräften ihre Sicherheitsprobleme lösen zu können. Allem Anschein nach schrieben sich die Soldaten aber lieber bei den limitanei ein, was die höhere Besoldung der comitatenses erklärt. Es musste so ein höherer Anreiz für die Rekruten geschaffen werden, sich für das Feldheer zu melden, das oft fernab von zu Hause operierte. 
Seine präsumtiven Nachfolger teilten schließlich die Feldarmeen unter sich auf, wobei jede unter den Befehl eines magister militum (Heermeister) gestellt wurde. Bald wurden mehrere Heermeister ernannt, sowohl für die Feld- als auch für die Hofarmee (palatini). Um den Persern Paroli bieten zu können, stellte Constantius II. (337–361) auch eine Feldarmee an der Ostgrenze auf. Nach der Ermordung des Constans (337–350) ließ Constantius II. eine weitere Feldarmee für Illyricum aufstellen, später kam eine weitere für Gallien hinzu.
Somit existierten Mitte des 4. Jahrhunderts drei regionale Sprengelkommandos unter einem magister militum:
- in Gallien,
- im Illyricum und
- im Osten.

Hinzu kamen die magistri militum der Hofarmee, von denen es seit Ende des 4. Jahrhunderts zwei gab, eine Hofarmee für den westlichen und eine für den östlichen Teil des Imperiums. Unter Justinian I. kamen nach den erfolgreichen Eroberungen weitere Sprengelkommandos hinzu. Im Westen erlangte der oberste Heermeister (magister utriusque militiae) allerdings einen folgenschweren politischen Einfluss und bestimmte im 5. Jahrhundert maßgeblich die kaiserliche Politik (siehe ausführlich den Überblick in magister militum). Der Notitia dignitatum zufolge war das von den Heermeistern geführte Bewegungsheer in drei Klassen eingeteilt:
- palatini, die eigentlichen
- comitatenses und die
- pseudocomitatenses,

wobei die palatini (die nicht mit den scholae palatinae verwechselt werden dürfen, der kaiserlichen Leibgarde) formal den Vorrang hatten und den Kern der westlichen und östlichen Hofarmee bildeten (zuerst 365 in einem Gesetz belegt). Allerdings war es anscheinend keine strikte Trennung, da zumindest im 5. Jahrhundert Einheiten der palatini auch direkt ins jeweilige Feldheer verlegt wurden und andere Einheiten die Hofarmee verstärkten, ohne aber in den Rang der palatini versetzt worden zu sein.
Im Unterschied zur Frühzeit des Imperiums, als nur römische Bürger in den Legionen dienen durften, konnte nun jeder wehrfähige Mann, egal welcher Herkunft, in das Feldheer eintreten und bis in die höchsten Ämter aufsteigen. Das führte dazu, dass seit dem 4. Jahrhundert zunehmend barbarischstämmige Generäle in den Chroniken auftauchten. Gelegentlich wurde ihnen unterstellt, auch nach dem kaiserlichen Purpur zu streben, aber meistens rangen sie mit zivilen Politikern um Macht und Einfluss im Schatten des Thrones. Die Quellen behaupteten oft, diese Männer seien illoyal zum Imperium gewesen. Nichts weist jedoch darauf hin, dass dies der Wahrheit entsprach. Manche von ihnen lebten schon in der zweiten Generation im Reich und hatten die klassische Erziehung und Bildung der römischen Oberschicht genossen.
Die Unterbringung der Comitatenses in den Städten, oft weit im Inland des Reiches, die in manchen Fällen schon seit hundert Jahren keine Soldaten mehr gesehen hatten, wird von Zosimos scharf kritisiert. Die Bürger seien durch die Einquartierungen und die Reibereien, die zwangsläufig auftreten, wenn Militärs und Zivilisten aufeinandertreffen, ohne Not arg unter Druck geraten. Zudem gewöhnten sich die Soldaten sehr rasch an das bequeme Leben in ihren Stationierungsorten, wodurch angeblich ihre Kampfkraft litt. Der Vorwurf, Konstantin habe damit die Grenzverteidigung geschwächt, ist insofern unbegründet, da es ohnehin immer wieder zu Einfällen kam, die später nur dank des Einsatzes der comitatenses gestoppt oder eingedämmt werden konnten. Unter den Nachfolgern Konstantins wurden sie noch weiter verstärkt und für besonders gefährdete Provinzen eigene kleinere Bewegungsheere geschaffen. Als das Imperium an Konstantins Söhne fiel bzw. gemeinsam regiert wurde, wurde auch der kaiserliche comitatus aufgeteilt.

## Funktion
Die comitatenses operierten in der Regel als standortungebundenes Bewegungsheer. Sie wurden an strategisch wichtigen Punkten im Hinterland stationiert und bildeten den Kern der spätrömischen Armee. Bei einem feindlichen Durchbruch der Grenze war es ihre Aufgabe als eine Art schnelle Eingreiftruppe die Eindringlinge zu stellen und zu zerschlagen bzw. wieder zu vertreiben. Da sie – im Gegensatz zu den limitanei – nicht auf Dauer in einer bestimmten Grenzregion eingesetzt waren, wurden sie für gewöhnlich auch nicht für Polizei- und Verwaltungsaufgaben herangezogen. Später wurden weitere mobile Armeen aufgestellt, da die Hofarmee (palatini), die der magister militum praesentalis unterstand, nicht alleine mit gleichzeitig auftretenden Problemen in weit voneinander entfernten Provinzen fertigwerden konnten.

## Strategie und Taktik
Neu war auch die Verteidigungsstrategie, die sich im 4. Jahrhundert entwickelte. Die limitanei hatten am Limes für Ruhe und Ordnung zu sorgen sowie kleinere Überfälle abzuwehren. Bei einem größeren Einbruch sollten sie die wichtigsten Kastelle, Städte und Schlüsselstellungen wie z. B. Passübergänge halten und dann zusammen mit den comitatenses den Feind vernichten oder vertreiben.
Die größte Schwierigkeit hierbei bestand darin, die meist kleinen Beutegemeinschaften aufzuspüren, um dann überraschend über sie herzufallen um sie mit geringstmöglichen Verlusten niedermachen zu können. Dafür war ein geschicktes Vorgehen der Spähtrupps (exploratores) und die enge Zusammenarbeit der Offiziere auf allen Kommandoebenen notwendig. Diejenigen Angreifer, die dennoch ohne größere Niederlagen und Verluste wieder über die Grenze in ihr eigenes Territorium entkommen konnten, genossen danach großes Prestige bei ihren Stammesangehörigen und waren deswegen auch bald wieder zu neuen Aktionen bereit. Die Tatsache, dass die Römer meist erst eingriffen, wenn die Gegner sich schon tief im Inneren der Provinzen befanden, war wohl nicht das Ergebnis einer ausgeklügelten Strategie, sondern zeigt wohl vielmehr die Unfähigkeit der Armee, solche Durchbrüche schon im Ansatz zu ersticken. Hatten die comitatenses aber den Feind aufgespürt und die Verfolgung aufgenommen, hetzten sie oft auch die kleinste Gruppe systematisch bis auf den letzten Mann zu Tode. Bei dieser Art der Kriegsführung waren die Römer im Vorteil, da es ihre gut organisierte Logistik erlaubte, ihre Armeen zu jeder Jahreszeit ausreichend zu versorgen.
Die tägliche Marschleistung der comitatenses darf man sich jedoch nicht als allzu groß vorstellen. Keine dieser Armeen konnte schneller sein als ihre Infanteristen oder, was eine noch größere Einschränkung bedeutete, der Tross. Abgesehen davon wurde ihre Einsatzfähigkeit durch die oft mit Schwierigkeiten verbundene Bereitstellung der erforderlichen Marschverpflegung für die Truppen noch weiter eingeschränkt. Größere Feldzüge erforderten eine Vorbereitungszeit von mindestens einem Jahr. Die Abkommandierung einer mobilen Feldarmee störte Wirtschaft und Verwaltungsbetrieb einer Region aber weitaus weniger im Gegensatz zu früheren Zeiten, wenn eine ganze Legion aus ihrer angestammten Garnison abrückte.
Mit der Veränderung der Truppenorganisation ging auch eine Änderung in der Taktik einher. Kleinere Einheiten ermöglichten eine viel flexiblere Kriegsführung. Die meisten Feldzüge bestanden nun hauptsächlich aus überfallartigen Kommandoaktionen. Kam es doch zu einer größeren Schlacht, kämpften alle Einheiten in Reih und Glied und die comitatenses fungierten wieder als schwere Linieninfanterie klassischer Prägung. Einige Kohorten der neuen Einheiten waren auch als leichte Infanterie ausgebildet. In der Schlacht konnte man sie dann rasch so zusammenstellen, wie es die jeweilige Situation erforderte. Solche Spezialisten waren z. B.:
- sagittarii (Bogenschützen),
- exculatores (Plänkler) oder
- lanciarii (Speerträger),
- funditores (Schleuderer) und
- balistarii (Feldartilleristen).

## Kavallerie
Die Kavallerie stellte etwa ein Drittel der spätrömischen Einheiten, da die Stärke von Kavallerieeinheiten allerdings stets geringer war als die vergleichbarer Infanterieeinheiten, machte die tatsächliche Zahl der Kavalleristen nur etwa ein Viertel der Soldaten aus; sie verursachten aber die bei weitem größten Kosten. Etwa die Hälfte der Reiter war der schweren Kavallerie zuzurechnen, die unter verschiedenen Bezeichnungen firmierte, u. a.
- scutarii (Schildträger),
- promoti (Ausgewählte) und
- stablesiani (Gardisten).

Ihre Bewaffnung bestand meist aus Speer oder Lanze, dazu kam ein Schwert, gepanzert waren sie in der Regel mit Kettenpanzern. Bögen wurden nicht für unabhängige Fernangriffe, sondern zum Unterstützen des Angriffs verwendet. Daneben gab es berittene Bogenschützen (equites sagittarii) und mehrere Arten leichter Kavallerie. Die Reitereinheiten der comitatenses zählten zu den vexillationes comitatenses.
Die leichtbewaffneten Einheiten wurden als
- equites scutarii,
- equites promoti,
- equites sagittarii (15 %),
- equites mauri (2 %),
- equites dalmatae (7 %) und
- equites stablesiani (61 % der Reitereinheiten)

bezeichnet.
Die Feldarmeen verfügte außerdem über schwere Kavallerie mit Schockangriffsfähigkeit, diese Einheiten wurden als
- cataphracti und
- clibanarii genannt und waren hauptsächlich im Osten vertreten.

Die Gardeeinheiten (scholae palatinae) waren ausnahmslos beritten. Hiervon gab es im Westen fünf und im Osten sieben, davon je eine Einheit clibanarius und sagittarius.
Bei der Feldarmee betrug der Anteil der Berittenen ungefähr 20 %. Über die Stärke solcher Einheiten existieren keine genauen Angaben, wahrscheinlich hat sie je nach Einsatzdauer stark geschwankt. Eine spätrömische vexillatio dürfte regulär 400–500 Mann gehabt und somit in etwa einer ala quingenaria der mittelkaiserzeitlichen Auxiliarverbände entsprochen haben. Um 400 n. Chr. gab es im Westen des Reiches über 47 vexillationes (davon alleine 23 in den nordafrikanischen Provinzen), im Osten insgesamt 43. Addiert mit den scholae palatinae ergäbe das für das Gesamtreich zusammen etwa 45.000–50.000 berittene comitatenses. Die Kavallerie müsste demnach in der spätrömischen Armee ungefähr ein Viertel des Mannschaftsstandes ausgemacht haben. Ab dem 5. Jahrhundert soll die Kavallerie auch endgültig den Vorrang gegenüber der Infanterie behauptet und die pedes (Fußtruppen) ihren Status als Rückgrat der Armee verloren haben. Dennoch hatten die Feldarmeen des Ostens um 478 – neben 8.000 Reitern – noch über 30.000 Infanteristen in ihren Reihen. Für das 4. Jahrhundert existieren zwar keine genauen Zahlangaben, aber es wird im Verhältnis wohl ziemlich ähnlich gewesen sein. Man schätzt, dass Julian Apostata in der Schlacht von Straßburg (357) 3.000 Reiter und 10.000 Infanteristen einsetzte. Erst Justinian I. erhöhte im 6. Jahrhundert die Anzahl der Kavalleristen, aber wann genau ist noch unklar.

## Infanterie
Die Infanterie der comitatenses ähnelte der traditionellen schweren Legionsinfanterie, bewaffnet mit Speer und Schwert, geschützt durch Kettenpanzer, Schilde und Helme. Beim Marsch oder beim normalen Wachdienst trugen man die Illyrische Leder- oder Fellmütze (pilleus pannonicus). Allerdings waren sie nicht mehr ausschließlich in den traditionellen Großverbänden, den legiones, organisiert, sondern in kleineren Einheiten zu 1.000 bis 1.200 Mann, die verschiedene Bezeichnungen trugen (legio, auxilia oder numerus). Jede dieser Einheiten wurde durch Bogenschützen und Plänkler unterstützt. Falls erforderlich, konnte sich die schwere Infanterie eines Teiles ihrer Panzerung entledigen, wie es laut Zosimos während des Gotenkrieges in den 370er Jahren geschah.
Die Infanterie setzte sich aus den
- legiones comitatenses, den
- auxilia comitatensia und den
- legiones pseudocomitatenses

zusammen. Die Sollstärke ist aus heutiger Sicht nur schwer einzuschätzen, wahrscheinlich zählte sie – für beide Reichsteile zusammengerechnet – rund 150.000 Mann.
In der Spätantike wandelte sich das Erscheinungsbild der Legion grundlegend. Durch die Heeresreform Diokletians wurde die Anzahl der legiones stark erhöht (auf etwa 60), wobei allerdings im Gegenzug ihre Sollstärke herabgesetzt werden musste. Die neuen Legionen dürften, wie schon oben erwähnt, aus etwa 1000 Mann bestanden haben, dies war wohl auch eine Folge der zahlreichen Reichsteilungen, die eine zunehmende Aufsplitterung der Verbände mit sich brachte.
Die auxilia ähnelten nun größtenteils wieder denen der späten Republik oder auch den numeri der frühen Kaiserzeit. Es handelte sich hierbei vor allem um germanische Söldner, die nun den zahlreichsten und schlagkräftigsten Teil der comitatensischen Infanterie ausmachten.
Die legiones pseudocomitatenses (siehe auch limitanei) waren bewährte Einheiten der Grenztruppen, die aufgrund besonderer Leistungen auf bei Bedarf ins Bewegungsheer übernommen wurden, sich aber dennoch mit einem niedrigeren Status begnügen mussten. Man weiß, dass Comitatenseseinheiten nach Beendigung ihres Einsatzes wieder in den Status von pseudocomitatenses zurückversetzt werden konnten; der Historiker Ammianus Marcellinus berichtet auch von Einheiten, denen die Degradierung zu limitanei angedroht wurde.

## Liste der in der Notitia Dignitatum angeführten legiones comitatenses
| Magister Peditum (Westen) | Magister Militum per Orientem (Osten) | Magister Militum per Thracias (Osten)                                                                                                  |
| --- | --- | --- |
| Undecimani; Secundani Italiciani (Africa); Tertiani Italica (Illyricum); Tertia Herculea (Illyricum); Secunda Britannica (Gallia); Tertia Iulia Alpina (Italia); Prima Flavia Pacis (Africa); Secunda Flavia Virtutis (Africa); Tertia Flavia Salutis (Africa); Secunda Flavia Constantiniana (Africa Tingitania); Tertio Augustani (Africa) | Quinta Macedonica; Septima gemina; Decima gemina; Prima Flavia Constantia; Secunda Flavia Constantia Thebaeorum; Secunda Felix Valentis Thebaeorum; Prima Flavia Theodosiana; | Prima Maximiana Thebaeorum; Tertia Diocletiana Thebaeorum; Tertiodecimani; Quartodecimani; Prima Flavia gemina; Secunda Flavia gemina. |

## Gardetruppen
Die kaiserlichen Leibgarden dieser Zeit waren unter dem Namen scholae bekannt, genauer schola protectores domestici oder auch als obsequium (lat. „Gehorsam, Gefolgschaft“). Sie bildeten die persönliche Leibwache des Kaisers und ersetzten die von Konstantin I. im Jahr 312 aufgelösten praetoriani. Auch aus dem aus der Kaisergarde und anderen, zumeist berittenen, Eliteverbänden gebildeten comitatus hatten sich schon im Laufe des 3. Jahrhunderts die Vorläufer der comitatenses entwickelt. Diese Einheiten, die scholae palatinae, traten um 320 n. Chr. an die Stelle der alten, 312 n. Chr. in der Schlacht an der Milvischen Brücke mit Maxentius (306–312) untergegangenen Prätorianergarde. Auch nach Konstantins Tod erhielten einige verdiente Einheiten noch den Ehrennamen palatini („kaiserliche“), wurden aber nicht in die kaiserliche Garde aufgenommen. Sie rangierten zwar vor den regulären Einheiten, genossen aber deswegen keine besonderen Vorrechte. In der Notitia Dignitatum wird die Anzahl dieser scholae mit vier für den Westen und sechs für den Osten des Reiches angegeben. Die Mannschaftsstärke einer schola lag bei 500 Mann. Traditionell aus Germanenvölkern rekrutiert, waren sie fast ausschließlich beritten. Wie ihre Vorgänger, die prätoriani und equites singulares augusti, fungierten sie als Palastgarde und schnelle Eingreif- oder Polizeitruppe des Kaisers für besondere Einsätze sowie als Kriegsschule für angehende Offiziere, die später auch für höhere Aufgaben am Hof oder in der Verwaltung vorgesehen waren. Am Ende des 5. Jahrhunderts sanken die scholae palatinae zu einer reinen Paradetruppe herab. Deswegen stellte Kaiser Leo I. um 460 als Ersatz eine neue Garde, die excubitores auf.

## Einheiten der Scholae
| Westen (um 420) | Osten (um 390) |
| --- | --- |
| Scola scutariorum prima Scola scutariorum secunda Scola armaturarum seniorum Scola gentilium seniorum Scola scutatorum tertia | Scola scutariorum prima Scola scutariorum secunda Scola gentilium seniorum Scola scutariorum sagittariorum, berittene Bogenschützen Scola scutariorum clibanariorum, Panzerreiter, sog. clibanarii Scola armaturarum iuniorum Scola gentilium iuniorum. |

## Einheitsbezeichnungen
Die Bezeichnungen
- seniorum und
- iuniorum

weisen auf dieselbe Abstammung der jeweiligen Einheiten hin. Als das Territorium des Reiches 364 zwischen Valentinian I. (Westreich) und seinem Bruder und Mitregenten Valens (Ostreich) aufgeteilt wurde, geschah dies auch mit der Armee. Als seniores („die Älteren“) bezeichnete man die Stammeinheiten im Westen, während die iuniores („die Jüngeren“) ihre östlichen Pendants waren.
Die meisten dieser Einheiten waren aber, wie auch schon vorher, nach den jeweiligen Volksgruppen, aus denen sie angeworben wurden, benannt, häufig floss auch die spezielle Bewaffnung und aufgrund außerordentlicher Leistungen verliehene Ehren- und Kaisernamen in die Namensgebung ein.
Typische Zusatzbezeichnungen, die noch auf das 3. Jahrhundert zurückgingen, waren:
- stablesiani (von stabulum „Stall“),
- promoti (wörtlich: „Ausgewählte oder Versetzte“, ursprünglich zum mobilen Heer abkommandierte Legionsreiterei),
- scutarii („Schildträger“) und
- sagittarii („Bogenschützen“).

Diese Namen kamen auch bei Garde- und Grenztruppen vor.

## Offiziere und Dienstränge
Die mobilen Feldarmeen bestanden sowohl aus neu aufgestellten als auch aus altgedienten Einheiten. Es musste daher dafür gesorgt werden, dass beide sich gegenseitig ergänzten oder zumindest nebeneinander im Kampf bestehen konnten. Zu diesem Zweck mussten die Kommandostrukturen ähnlich aufgebaut sein. Jedes Regiment der comitatenses wurde, wie vergleichbare Kavallerieeinheiten auch, bei Feldzügen mit einem anderen zu einer Art Brigade zusammengefasst, die von einem comes angeführt wurde. Sie waren vermutlich nur taktische und strategische Einheiten, von einem eigens zugeordneten Stab ist nichts überliefert. An der Spitze der einzelnen Sprengelkommandos stand jeweils ein magister militum, der nur dem Kaiser verantwortlich war. Anders als im Westen gelang es im Osten diese unter Kontrolle zu halten. In Westrom amtierte seit Stilicho ein oberster Heermeister, der später dort zum eigentlichen Machthaber aufstieg.
Die Kavallerie befehligte anfangs der magister equitum, die Infanterie der magister peditum. Davon ausgenommen waren die scholae palatinae, die dem magister officiorum unterstanden. Später wurde diese Trennung aber aufgehoben, sodass ein magister militum alle Teilstreitkräfte unter seinem Kommando vereinigte.
Das Feldheer in der Provinz unterstand einem comes. Er war in manchen Fällen auch für mehr als nur eine Provinz zuständig (z. B. der Comes Britanniarum) und im Kriegsfall auch gegenüber den limitanei der duces weisungsbefugt.
Eine Kavallerie-vexillatio wurde von einem tribunus angeführt, dem ein primicerius zur Seite stand. Der Kirchenvater Hieronymus zählte in einer seiner Streitschriften (Contra Ionam, 19) alle Kavalleriedienstgrade des späten 4. Jahrhunderts auf:
- tiro (Rekrut),
- eques,
- circitor,
- biarchus,
- centenarius,
- ducenarius,
- senator,
- primicerius,
- tribunus.
- draconarius (Feldzeichenträger).

## Die mobilen Feldarmeen im 5. Jahrhundert
Laut der Notitia Dignitatum gebot das Ostreich über fünf mobile Armeen, zwei waren dem kaiserlichen Hof direkt zugeteilt, während das Westreich insgesamt sieben hatte, darunter drei vergleichsweise kleine Armeen.
Am Beginn des 5. Jahrhunderts verzeichnete die Notitia Dignitatum für das ganze Reich insgesamt 12 solcher Armeen, für den Osten:
- eine Praesentalis-Armee

(d. h. die unmittelbar dem Kaiser zur Verfügung stand), kaserniert bei Konstantinopel, bestehend aus 12 Kavallerie- und 24 Infanterieeinheiten.
Zusätzlich gab es im Osten noch drei regionale Armeen stationiert in
- Dioecesis Thraciarum (7 Kavallerie- und 21 Infanterieeinheiten),
- im östlichen Illyricum (2 Kavallerie- und 24 Infanterieeinheiten)
- und in Oriens, d. i. Kleinasien und im Nahen Osten (10 Kavallerie- und 21 Infanterieeinheiten).

Im Westen gab es zwei große Armeen:
- in Gallien (12 Kavallerie- und 35 Infanterieeinheiten),
- in Italia (7 Kavallerie- und 28 Infanterieeinheiten).

Regionale Armeen standen in
- Britannien (6 Kavallerie- und 3 Infanterieeinheiten),
- im westlichen Illyricum (22 Infanterieeinheiten),
- Spanien (16 Infanterieeinheiten),
- Mauretania Tingitana (3 Kavallerie- und 4 Infanterieeinheiten)
- und in Africa (19 Kavallerieeinheiten).